# Cratere Crile
Crile è il nome di un piccolo cratere lunare da impatto intitolato al medico statunitense George Washington Crile. Questa formazione è circolare ed ha la caratteristica forma a tazza di molti crateri lunari, ed è praticamente privo di un pianoro interno. Crile si trova nella Palus Somni, tra il Mare Crisium ed il Mare Tranquillitatis, ad ovest. A nord-nord-est si trova il cratere Proclus.
Questo cratere era denominato Proclus F, prima di essere ribattezzato dall'Unione Astronomica Internazionale.